# Arcsin-Verteilung
Die Arcsin-Verteilung, auch Arkussinus-Verteilung genannt, ist eine univariate Wahrscheinlichkeitsverteilung. Sie ist ein Spezialfall der Beta-Verteilung mit den Parametern {\displaystyle p=q={\tfrac {1}{2}}} und spielt eine wichtige Rolle in der Theorie der brownschen Bewegung.

## Definition
Die Arcsin-Verteilung ist eine Wahrscheinlichkeitsverteilung auf {\displaystyle [0,1]}.
Sie ist definiert durch ihre Verteilungsfunktion
{\displaystyle F(x)={\frac {2}{\pi }}\arcsin \left({\sqrt {x}}\right),\ \ \ x\in [0,1]}
und ihre Wahrscheinlichkeitsdichtefunktion
{\displaystyle f(x)={\begin{cases}{\frac {1}{\pi {\sqrt {x(1-x)}}}}&{\text{wenn}}\;x\in (0,1)\\0&{\text{wenn}}\;x\in \{0,1\}\\\end{cases}}}.

## Eigenschaften
Es sei {\displaystyle X} eine arcsin-verteilte Zufallsvariable.

### Erwartungswert und Varianz
Der Erwartungswert ergibt sich zu
{\displaystyle \operatorname {E} (X)={\frac {1}{2}}}
und die Varianz zu 
{\displaystyle \operatorname {Var} (X)={\frac {1}{8}}}.

### Symmetrie
Die Arcsin-Verteilung ist symmetrisch um 0,5.

## Arcsin-Gesetze
Es gibt eine Vielzahl von Arcsin-Gesetzen. Veröffentlichungen dazu stammen unter anderem von Paul Lévy, Paul Erdős, Mark Kac und Erik Sparre Andersen. Nach ihnen sind die Arcsin-Gesetze zum Teil benannt.
Die folgenden Arcsin-Gesetze treffen Aussagen über die Dauer, wie lange sich ein stochastischer Prozess im positiven Bereich aufhält. Es können stattdessen auch die Abbildungen: 
- frühester Zeitpunkt eines Maximums und
- dem Zeitpunkt, wann zum letzten Mal der Ursprung gekreuzt wird

betrachtet werden, wobei dann gegebenenfalls weitere Annahmen getroffen werden müssen.

### Arcsin-Gesetz von Paul Lévy
Die Zeitlängen, die ein eindimensionaler Standard-Wiener-Prozess {\displaystyle (W_{t})_{t\in [0,1]}} positiv ist, sind arcsin-verteilt. Das heißt für
{\displaystyle U:=\lambda (\{t\in [0,1]\mid W_{t}>0\}),\ \ \ x\in [0,1]},
gilt
{\displaystyle P(U\leq x)=F(x),\ \ \ x\in [0,1]},
wobei {\displaystyle \lambda } das eindimensionale Lebesgue-Maß bezeichnet.

### Arcsin-Gesetz von Paul Erdős und Mark Kac
Sei {\displaystyle (X_{i})_{i\in \mathbb {N} }} eine Folge von eindimensionalen, unabhängigen und identisch verteilten Zufallsvariablen. Weiter wird angenommen, dass sie Erwartungswert 0 und Varianz 1 haben. Die fortlaufenden Anzahlen der Summen 
{\displaystyle S_{k}:=X_{1}+\dotsb +X_{k},\ \ \ k\in \mathbb {N} },
die positiv sind, sind definiert durch
{\displaystyle N_{n}:=|\{k\in \{1,\dotsc ,n\}\mid S_{k}>0\}|,\ \ \ n\in \mathbb {N} }.
Dann gilt die folgende Konvergenz in Verteilung
{\displaystyle \lim _{n\rightarrow \infty }P\left({\frac {N_{n}}{n}}\leq x\right)=F(x),\ \ \ x\in [0,1]}.
Die Annahmen können variiert werden, sofern der Zentrale Grenzwertsatz weiterhin für {\displaystyle (X_{i})_{i\in \mathbb {N} }} gilt.

### Arcsin-Gesetz von Erik Sparre Andersen
Sei {\displaystyle (X_{i})_{i\in \mathbb {N} }} eine Folge von Zufallsvariablen. Zu jeder Auswahl von endlich vielen Zufallsvariablen existieren die  gemeinsamen Dichten und diese sind invariant bezüglich s-Permutationen. Eine s-Permutation besteht aus der Kompositionen einer Permutation und Vorzeichenwechsel in beliebigen Koordinaten. Dann gilt analog zum Arcsin-Gesetz von Erdős und Kac für die Summen {\displaystyle S_{k},\ k\in \mathbb {N} ,} und die die Anzahl von positiven Zufallsvariablen {\displaystyle N_{n},n\in \mathbb {N} ,}
die folgende Konvergenz in Verteilung
{\displaystyle \lim _{n\rightarrow \infty }P\left({\frac {N_{n}}{n}}\leq x\right)=F(x),\ \ \ x\in [0,1]}.

### Diskrete Arcsin-Verteilung

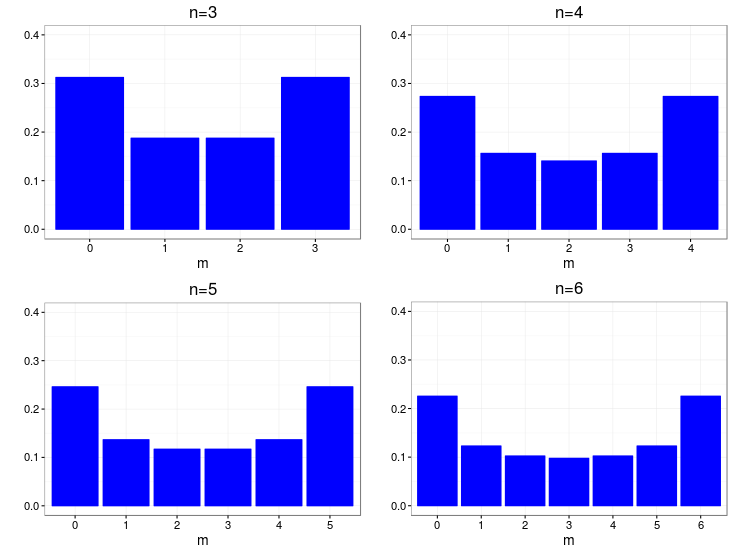
Beispiele zur Wahrscheinlichkeitsfunktion der diskreten Arcsin-Verteilung, wobei einem Parameter und einer Ausprägung entspricht.

In der Fluktuationstheorie konnte Erik Sparre Andersen zeigen, dass die sogenannte diskrete Arcsin-Verteilung von Bedeutung ist. Diese ist für jeden Parameter
{\displaystyle n\in \mathbb {N} \cup \{0\}} durch ihre Wahrscheinlichkeitsfunktion
{\displaystyle g_{n}(m)=(-1)^{n}{\binom {-{\frac {1}{2}}}{m}}{\binom {-{\frac {1}{2}}}{n-m}},\ \ \ m\leq n}
und ihre Verteilungsfunktion
{\displaystyle G_{n}(x)=\sum \limits _{m=0}^{\lfloor x\rfloor }(-1)^{n}{\binom {-{\frac {1}{2}}}{m}}{\binom {-{\frac {1}{2}}}{n-m}},\ \ \ x\in [0,n]}
definiert.
Der Name ist durch ihr Konvergenzverhalten zur Arcsin-Verteilung begründet, so gilt die gleichmäßige Konvergenz
{\displaystyle \lim _{n\rightarrow \infty }\sup _{x\in [0,1]}\mid G_{n}(n\cdot x)-F(x)\mid =0}.
Erik Sparre Andersen zeigte die entsprechende Konvergenz in Verteilung im gleichen Zug mit dem vorigen Arcsin-Gesetz.

### Arcsin-Gesetz von Deshouillers-Dress-Tenenbaum
In der probabilistischen Zahlentheorie zeigten Jean-Marc Deshouillers, François Dress und Gérald Tenenbaum dass die Summe von Verteilungsfunktionen von logarithmischen Verhältnissen von Teilern zu deren Vielfaches einem Arcsin-Gesetz folgt.